# Tommy Andersson
Tommy Andersson (1950. február 3. –) svéd labdarúgó, csatár.

## Pályafutása
1969 és 1980 között a Malmö FF, 1981 és 1984 között a Lunds BK labdarúgója volt. A malmöi csapattal öt-öt svéd bajnoki címet és kupagyőzelmet ért el. Tagja volt az 1978–79-es idényben BEK-döntős együttesnek.

## Sikerei, díjai
Malmö FF
- Svéd bajnokság (Allsvenskan)
  - bajnok (5): 1970, 1971, 1974, 1975, 1977
- Svéd kupa (Svenska Cupen)
  - győztes (5): 1973, 1974, 1975, 1978, 1980
- Bajnokcsapatok Európa-kupája (BEK)
  - döntős: 1978–79